# 龍興寺 (ゲン陵県)
龍興寺（りゅうこうじ）は、中華人民共和国湖南省懐化市沅陵県沅陵鎮の虎渓山にある仏教寺院。

## 歴史
龍興寺は唐の貞観2年（628年）に建立された。太宗は「勅建」として、西南蛮夷を感化させ、大臣尉遅敬徳が監修した。
明の正徳6年（1511年）、王守仁は貴州龍場駅を離れて廬陵（現在の江西省吉安市吉安県）知県に行き、寺内で講義した。景泰3年（1452年）、嘉靖40年（1561年）、万暦23年（1595年）、康熙26年（1687年）、乾隆15年（1750年）、乾隆23年（1758年）前に寺を修復した。道光29年（1849年）に大雄宝殿、山門、廊下を修理した。咸豊元年（1851年）に旃檀閣、弥陀閣を再建した。同治11年（1872年）に二山門を修復し、東西の廂房を増築する。光緒元年（1875年）に観音閣、旃檀閣、弥陀閣を修復する。
1959年、湖南省人民政府は仏寺を湖南省文物保護単位に認定した。1978年より後、地元政府は大雄宝殿、旃檀閣、弥陀殿、観音閣を修復する。1996年、中華人民共和国国務院は仏寺を全国重点文物保護単位に認定した。

## 伽藍
山門、過殿、二山門、大雄宝殿（本堂）、後殿、東西配殿、旃檀閣、弥陀殿、観音閣。
大雄宝殿の扁額「眼前佛国」は明の書家の董其昌の作品である。

## 文学
明の王守仁の詩『辰州虎渓龍興寺』に云く：
| 「 | 杖藜一過虎渓頭、何処僧房問慧休。 雲起峰間沈閣影、林疏地低見江流。 煙花日暖猶含雨、鴎鷺春閒自満州。 好景同遊不同賞、詩篇還為故人留。 | 」 |